# 森林消防

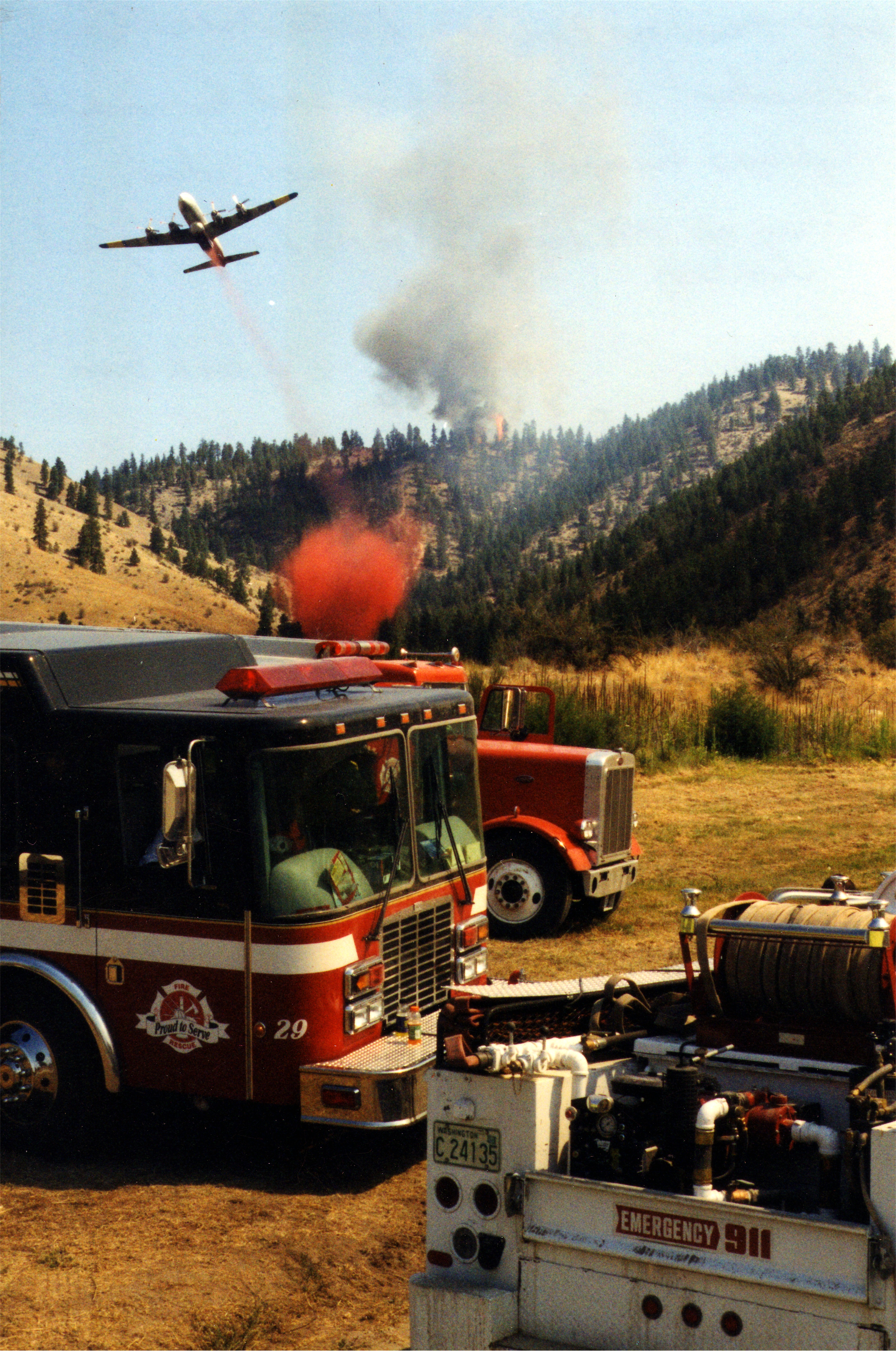
森林救火現場

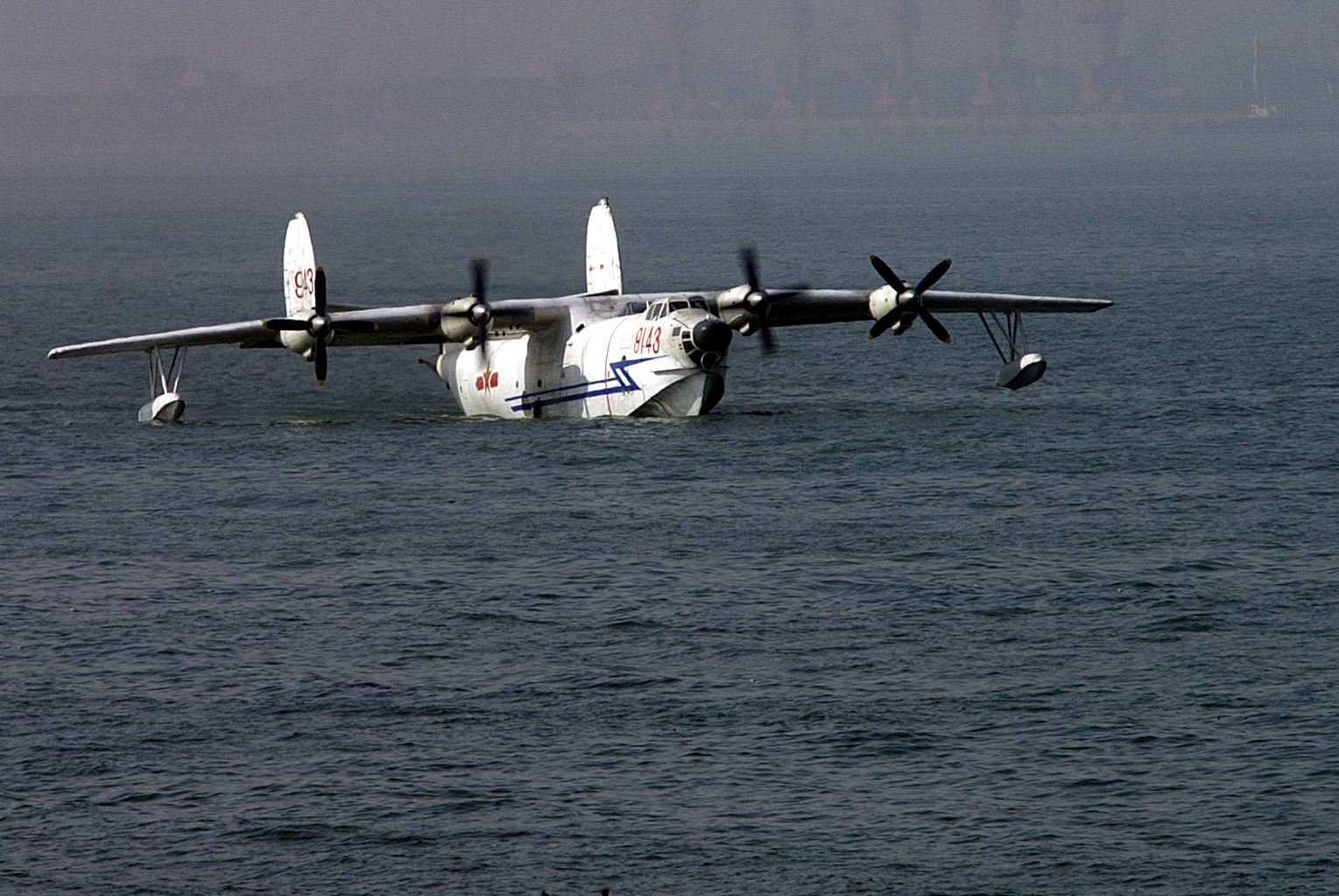
可於湖面汲水的水上飛機，快速來回空灑滅火 (圖為中國水轟-5)

森林消防是對於森林火災的救援專業，野外的環境與城市火災有大量不同，引燃物是低價值的樹木同時人口稀少，而且水源取得困難，風向猛烈影響火情巨大，所以森林消防重心放在於火區的封閉阻擋讓火勢自行熄滅，而非直接撲滅火源。避免火勢蔓延到人口密集區是第一要務，也因此導出了許多特殊滅火技術。同時山地的困難最大往往是交通問題，嚮導與熟知地形者的平時編組動員訓練對於救火效率影響大。
森林大火若是失控除了有波及人類的危害，最大後果是可能造成當地數十年的生態系恢復期，對農林業與觀光經濟價值的長期損害巨大。國際標準是24小時火災撲滅率超過95%，森林火災受害率穩定控制在0.9%。

## 消防設備
- 飛機 - 各類滅火飛機是森林消防最大利器，其不受地形影響的特性能從空中快速撒下滅火物或水，早期控制火勢。
- 直升機 - 直升機有類似飛機的空灑能力，同時還能野外起降運送人員和物資、搶救傷患等，雖然速度較慢但有不可取代優勢。
- 越野消防車 - 不以載送重量的大的水為主，而是強調越野能力快速運送消防員抵達，挖掘防火道，同時在被火反包圍時保護隊員生存。
- 可見光和紅外器具 - 此類無人化觀察器具是科技產物，可常設性安置森林中，提前警報大火發生，爭取時間。
- 無人機 - 隨科技發展無人機普及廉價，在救火中擔任高空觀察火情的指揮功能。
- 防火推土機 - 各種推挖土機有助加速挖掘防火道。
- 特種無線電 - 隊員分散在廣大的山野中，強力無線電對於指揮人員至關重要。[4]
- 防火毯 - 風向瞬息萬變可能突然就把救火隊反向包圍，此時躲在防火毯下是救命手段。